# Pulvermühlenterrain
Als Pulvermühlen-Terrain wurde ein historisches Gebiet im heutigen Ortsteil Berlin-Moabit bezeichnet, das nach militärischer Nutzung für die Königliche Pulverfabrik seit dem 18. Jahrhundert ab Mitte des 19. Jahrhunderts wesentlich für die Stadterweiterung des damaligen Berlin nach Nordwesten war.

## Geschichte des Gebiets
Es handelt sich um anderthalb oder zwei Quadratkilometer königliches Eigentum nördlich der Spree und westlich der späteren Chausseestraße.
Das Gebiet war über die Jahrtausende als Auenwald von wechselnden Armen der Spree durchzogen worden, wies viele sumpfige Stellen auf und war ansonsten als sandige „Heide“ auch mit vielen Bäumen bestanden.
Die Wildnis zwischen Berlin und Spandau wurde vom Mittelalter bis ins 15. Jahrhundert vom Spandauer Nonnenkloster besessen bzw. genutzt; die gesamte Region wurde deshalb pauschal Jungfernheide genannt („Heidestraße“). Ab dem 13. Jahrhundert gehörte das Gebiet bei Berlin als Stadt- oder Kämmereiheide der Stadt Berlin-Cölln.
1655 ließ der Große Kurfürst sich das Gebiet vom heute noch „Kleiner Tiergarten“ genannten Bereich bis zur Spree abtreten. Damit sollte ausgeglichen werden, dass er den ursprünglich bis an die Museumsinsel reichenden Tiergarten zugunsten der Stadterweiterungen durch die Cöllnische Vorstadt, dann auch die spätere Dorotheen- und Friedrichstadt abgegeben hatte.
Es wurde „Der hintre Thiergarten“ genannt und reichte als Jagdgebiet von der Turmstraße bzw. ihrer Verlängerung im Norden, dem Schönhauser Graben im Osten, der Spree im Süden und der heutigen Beusselstraße im Westen. Seitdem befand es sich in unmittelbarem landesherrlichem Besitz. Auch dieses Gelände wurde wie der Große Tiergarten eingezäunt und mit jagdbarem Wild besetzt.
Der neue König Friedrich Wilhelm I. hatte kein Interesse mehr an diesem Jagdgebiet und bevorzugte entferntere und offene Reviere.
1716 bzw. 1717 siedelte er im Westen eine Kolonie französischer Hugenotten an („Moabit“); im Osten begann die militärische Nutzung durch Verlegung der Pulverbestände vom Spandauer Tor, wobei es dort zu einer verheerenden Explosion kam.
Nicht benötigte Gebiete wurden über Jahrzehnte als Holzplätze und an Gärtnereien der französischen Kolonisten verpachtet, ansonsten forstwirtschaftlich genutzt.

## Ausdehnung und Nutzung

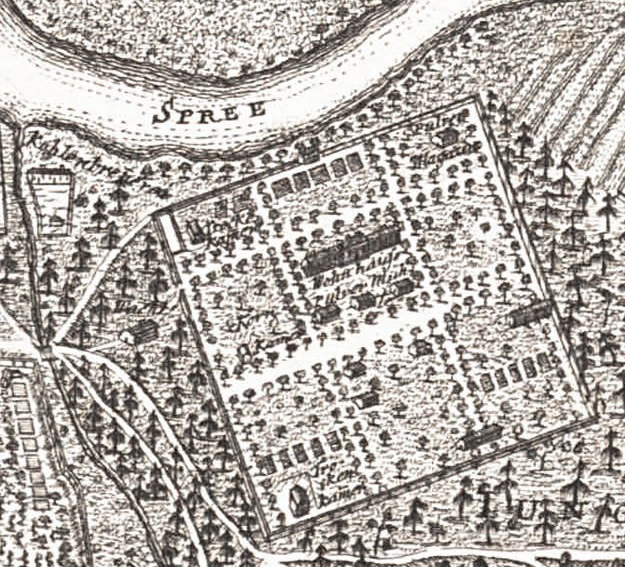
Königlich-Preußische Pulverfabrik,
Ausschnitt aus dem Berlin-Stadtplan von Johann David Schleuen von 1757
(Norden am unteren Kartenrand)

Die erste Pulverfabrik war eine relativ kleine Anlage im Osten des Gebiets. Sie wurde vielfach erweitert. Das bisherige Magdalenenstift nahe der Spree diente als Verwaltungsgebäude.
Das Gelände unterstand dem Militairfiskus. Unmittelbar angrenzend lagen weitere Militärgelände bis zur Chausseestraße, die letztlich einheitlich verwaltet wurden.
Die eigentlichen Pulvermühlen befanden sich vorwiegend als „Roßmühlen“ (Göpel) im Gelände, zeitweilig auch als Wassermühlen am Schönhauser Graben, gelegentlich auch in der Spree, und vorübergehend wohl als Windmühlen im inneren Bereich. Die Aufgabe war, die Komponenten des Schießpulvers zu zermahlen und zu vermischen. 1822 wird von 16 Satzmühlen berichtet.
Neben den Pulvermühlen war eine wesentliche Aufgabe die Lagerung der frisch produzierten Bestände, bevor sie in die Garnisonen abtransportiert werden konnten, und ein zentrales Depot als Reserve für mögliche Feldzüge. Innerhalb U-förmiger Erdwälle wurde je ein Schuppen errichtet. Der Bretterboden lag erhöht, damit keine Feuchtigkeit vom Boden eindringen konnte, und das Dach wurde mit Erdreich belegt und ggf. bewachsen, damit brennende Trümmer im Fall einer Explosion anderer Schuppen das Dach nicht durchschlagen konnten. Die Lücke im Erdwall diente dem An- und Abtransport der Fässer mit dem Schießpulver und zeigte auf die in gebührenden Abstand positionierten Nachbarschuppen, jedoch nicht auf deren Lücke. Damit sollte vermieden werden, dass sich bei einer Explosion eines Depots weitere entzünden konnten.
Auch nördlich der Turmstraße gab es noch bis in die späten 1840er Jahre vier Pulvermagazine:
- Turmstraße nahe Bandelstraße
- Turmstraße nahe Rathenower Straße
- Perleberger Ecke Stephanstraße
- Rathenower Ecke Wilsnacker Straße.

Zur militärischen Nutzung gehörte auch das Generalkommando des Garde-Corps, im Häuserblock Alt-Moabit – Paulstraße – Melanchthonstraße – Spenerstraße, mit einem großen Park (heute Carl-von-Ossietzky-Park), später Villa Pflug.

## Ende der Nutzung zur Pulverfabrikation
Im Verlauf der 1830er Jahre wurden Pläne entwickelt, das Gebiet bei Berlin aufzugeben und nach Spandau zu verlegen. Schon zu Beginn des Jahrhunderts waren erste Forderungen erhoben worden, das den Stadtraum nach Nordwesten abriegelnde militärische Sperrgebiet aufzulösen. Die Invalidenstraße endete im Westen am Schönhauser Graben; der bestehende Weg war eigentlich für die Bevölkerung nicht passierbar.
Mit den 1840er Jahren erfolgte Zug um Zug die Auflösung und eine neue Nutzung; zur Hälfte zu einer neuen militärischen Verwendung, ansonsten ermöglichte das zusammenhängende unbebaute Gebiet neue Verkehrsanlagen.
1836 wurde die Maschinenbau-Anstalt der Preußischen Seehandlung verlegt von der Chausseestraße Ecke Invalidenstraße auf ein Grundstück an der Spree, im Westen bis Kirchstraße. Dies verblieb in fiskalischem Besitz; 1850 ging das Unternehmen an Borsig.
An Verkehrseinrichtungen wurden neu angelegt:
- Berlin-Spandauer Schifffahrtskanal oder „Hohenzollernkanal“ im Verlauf des Schönhauser Grabens; ab 1848
- Humboldthafen; ab 1848
- Nordhafen am Nordrand des Gebiets; ab 1848
- Hamburger Bahnhof; ab 1846
- Lehrter (Personen-)Bahnhof; ab 1868
- Stadtbahn in den 1870er Jahren
- Güterbahnhof des Lehrter Bahnhofs, auch „Freilade- und Zollbahnhof“; ein sumpfiges Gelände, das kaum Baulasten tragen konnte, auch als Moabiter Werder und gelegentlich „Pulverwiesen“
- Hamburger (und Lehrter) Güterbahnhof entlang der Heidestraße; ab 1881 – heute Europacity

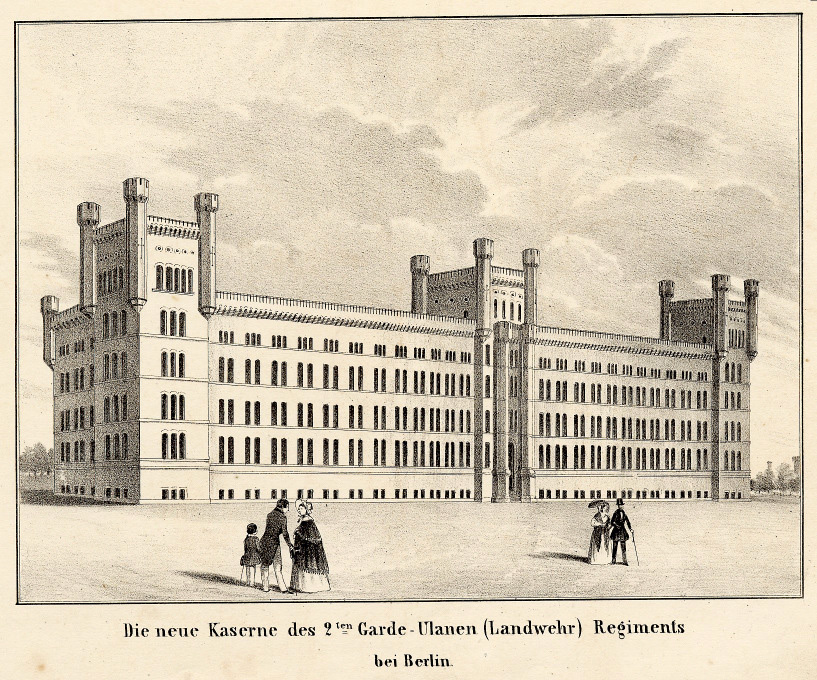
Kaserne der Garde-Ulanen in der Invalidenstraße, um 1850

Für staatliche und insbesondere militärische Zwecke wurden gebaut:
- Zellengefängnis; gemäß Kabinettsorder vom 26. März 1842, als Mustergefängnis neuen Typs
- Arrest-Local der Berliner Garnison in der Lehrter Straße; später bekannt als Frauenhaftanstalt
- Kasernen:
  - 2. Garde-Ulanen-Regiment, verlängerte Invalidenstraße zur Seydlitzstraße, ab 1846; mit Exerzierplatz heute als Poststadion und Fritz-Schloß-Park
  - 4. Garde-Regiment zu Fuß, Rathenower Straße
  - (1.) Garde-Feld-Artillerie-Regiment, Kruppstraße
- Ober-Feuerwerker-Schule, verlängerte Invalidenstraße zur Seydlitzstraße
- Verschiedene Einrichtungen der militärischen Versorgung
- ULAP; Ausstellungsgelände ab 1879
- Auf der anderen Seite des Schönhauser Grabens militärische Anlagen, bis zur Chausseestraße in landesherrlichem Besitz, jedoch kein Teil des „Pulvermühlenterrains“:
  - Garnisonslazarett; ab 1841
  - Kaserne des Garde-Füsilier-Regiments; ab 1849
  - Kaserne des 3. Garde-Feld-Artillerie-Regiments
  - Invalidenhaus schon seit 1748

Ab 1839 wünschte sich der Kronprinz und spätere König Friedrich Wilhelm IV. eine städtebauliche Entwicklung. Er beauftragte Peter Joseph Lenné und Karl Friedrich Schinkel. Beide arbeiteten großzügige Entwicklungspläne für sehr gehobene Wohnbauten und Schmuckplätze in Fortsetzung des Spreebogens sowie Kasernen und Exerzierplätze bis hin zur Chausseestraße im Nordbereich aus. Diese wurden jedoch nicht realisiert und der Hamburger Bahnhof sowie militärische Einrichtungen gebaut.